# Suslic d'Odessa
El suslic d'Odessa (Spermophilus odessanus) és una espècie de mamífer rosegador de la família dels esciúrids. Viu al centre de Belarús, Moldàvia, l'est de Polònia i la part d'Ucraïna situada al marge dret del riu Dnièper. Anteriorment era considerat una subespècie del suslic tacat europeu (S. suslicus), del qual fou separat per diferències en el seu cariotip. Així mateix, es poden distingir per diversos aspectes de la morfologia cranial. A mitjans del segle xx en foren caçats milions d'individus i durant les dècades del 1970 i el 1980 fou extirpat de bona part de la seva distribució a Ucraïna. Es calcula que avui en dia n'hi ha uns deu mil adults. El nom específic odessanus significa ‘d'Odessa’ en llatí.